# Хељшан
Хељшан (алб. Helshan) је насељено место у општини Хас у округу Кукеш, Албанија. Према попису из 1989. године било је 847 становника.
Хељшан се налазио у пределу Модра Слатина (Патково), која је у првој половини 14. века припадала је манастиру Високи Дечани.
У Хељшану су се настанили припадници племена Морина и Тачи.